# Jérémy Sopalski
Jérémy Sopalski, né le 6 février 1981 à Somain, est un footballeur français.

## Biographie
Jérémy Sopalski évolue durant 2 saisons à l'AJ Auxerre où beaucoup lui prévoient un bel avenir. Sopalski rejoint ensuite Rouen et Istres (clubs de Ligue 2) avant de partir au Portugal à Naval.
Hélas ces 2 saisons dans le championnat portugais sont une véritable galère pour le jeune portier, tant au niveau du sportif que des soucis administratifs.
Souhaitant rebondir dans un nouveau club, Jérémy décide de retrouver la France en signant à Rodez dans le but de jouer en National. Malheureusement le RAF rate la montée au profit d'Yzeure qui avait entamé des recours auprès de la FFF. Lors de la saison suivante, le Rodez Aveyron Football réussit à monter en National grâce notamment à une excellente saison de Sopalski.
Lors de la saison 2008-2009, Jérémy Sopalski effectue sa 3e saison sous les couleurs du RAF en National. Il décroche même le titre de joueur de l'année pour la seconde fois en 3 ans de présence.
Convoité par des clubs de niveau supérieur, il signe un contrat d'un an fin juin au Tours FC, pour remplacer le Liechtensteinois Peter Jehle. Le 7 août 2009 au Stade de la Vallée du Cher, il fait ses débuts sous ses nouvelles couleurs en tant que titulaire contre Nîmes 0-0 pour le compte de la première journée de championnat de ligue 2 2009/2010.
Le 11 juillet 2012, après 45 matchs sous le maillot tourangeau son contrat est rompu avec le Tours FC.
Après 5 mois libre, il signe le 11 décembre 2012 au Paris FC en National.
De 2013 à 2015, il s'investit bénévolement dans le football en Touraine, notamment pour le club de l'Avenir 3 Moulins où il forme de jeunes gardiens de but puis pour le FC Ouest Tourangeau où il gère une équipe U17. Parallèlement il fonde Number1-One, une académie de gardiens de but.
Lors de la saison 2015-2016, il est entraîneur des gardiens du centre de formation de l'AJ Auxerre.
Il est engagé pour LB Châteauroux depuis 2016 en tant qu'entraîneur des gardiens. Il remporte le Championnat de France de football National 2016-2017 pour sa première année.

## Statistiques
| Saison    | Club             | Pays          | Championnat | Coupes nationales |
| --------- | ---------------- | ------------- | ----------- | ----------------- |
| 1999-2000 | AJ Auxerre       | CFA           | 10 matchs   | -                 |
| 2000-2001 | AJ Auxerre       | CFA           | 14 matchs   | -                 |
| 2001-2002 | AJ Auxerre       | CFA           | 20 matchs   | -                 |
| 2002-2003 | FC Istres        | Ligue 2       | 4 matchs    | 3 matchs          |
| 2003-2004 | FC Rouen         | Ligue 2       | 14 matchs   | 2 matchs          |
| 2004-2005 | Naval 1º de Maio | Segunda Liga  | 5 matchs    | 2 matchs          |
| 2005-2006 | Naval 1º de Maio | Primeira Liga | -           | -                 |
| 2006-2007 | Rodez AF         | CFA           | 33 matchs   | 7 matchs          |
| 2007-2008 | Rodez AF         | National      | 36 matchs   | 2 matchs          |
| 2008-2009 | Rodez AF         | National      | 37 matchs   | 7 matchs          |
| 2009-2010 | Tours FC         | Ligue 2       | 15 matchs   | 4 matchs          |
| 2010-2011 | Tours FC         | Ligue 2       | 18 matchs   | 2 matchs          |
| 2011-2012 | Tours FC         | Ligue 2       | 2 matchs    | 4 matchs          |
| 2012-2013 | Paris FC         | National      | 20 matchs   | -                 |

## Palmarès
France -19 ans
- Championnat d'Europe de football des moins de 19 ans : vainqueur en 2000

 Naval 1º de Maio
- Deuxième division portugaise : vice-champion en 2005

 LB Chateauroux
- Championnat de France de Football National : vainqueur 2017 (entraîneur des gardiens)